# Pristimantis sira
Pristimantis sira — вид жаб родини Craugastoridae. Описаний у 2021 році.

## Назва
Вид названо на честь Комунального заповідника Ель-Сіра, який створений в 2001 році, що містить типову місцевість нового виду.

## Поширення
Ендемік Перу. Мешкає в гірських лісах від 1550 до 2200 м над рівнем моря, всередині заповідника Ель-Сіра, якому загрожує незаконний видобуток корисних копалин.